# 2021年世界柔道錦標賽
2021年世界柔道錦標賽於2021年6月6日至6月13日在匈牙利布達佩斯拉斯洛·帕普布達佩斯體育館舉行。這是匈牙利第二次主辦世界柔道錦標賽。

## 獎牌榜
*   主办国家/地区（匈牙利）
| 排名                      | 国家 / 地区               | 金牌 | 銀牌 | 銅牌 | 总计 |
| ------------------------- | ------------------------- | ---- | ---- | ---- | ---- |
| 1                         | 日本                      | 6    | 4    | 2    | 12   |
| 2                         | 法國                      | 1    | 2    | 0    | 3    |
| 3                         | 西班牙                    | 1    | 1    | 2    | 4    |
| 3                         |                           | 1    | 1    | 2    | 4    |
| 5                         | 俄羅斯柔道總會            | 1    | 1    | 1    | 3    |
| 6                         | 德国                      | 1    | 0    | 1    | 2    |
| 6                         | 葡萄牙                    | 1    | 0    | 1    | 2    |
| 8                         | 比利时                    | 1    | 0    | 0    | 1    |
| 8                         | 加拿大                    | 1    | 0    | 0    | 1    |
| 8                         |                           | 1    | 0    | 0    | 1    |
| 11                        | 塞爾維亞                  | 0    | 1    | 1    | 2    |
| 11                        | 瑞典                      | 0    | 1    | 1    | 2    |
| 11                        |                           | 0    | 1    | 1    | 2    |
| 14                        | 義大利                    | 0    | 1    | 0    | 1    |
| 14                        |                           | 0    | 1    | 0    | 1    |
| 14                        | 斯洛維尼亞                | 0    | 1    | 0    | 1    |
| 17                        | 荷蘭                      | 0    | 0    | 5    | 5    |
| 18                        | 巴西                      | 0    | 0    | 3    | 3    |
| 19                        | 蒙古国                    | 0    | 0    | 2    | 2    |
| 20                        | 奥地利                    | 0    | 0    | 1    | 1    |
| 20                        |                           | 0    | 0    | 1    | 1    |
| 20                        | 匈牙利*                   | 0    | 0    | 1    | 1    |
| 20                        | 以色列                    | 0    | 0    | 1    | 1    |
| 20                        | 科索沃                    | 0    | 0    | 1    | 1    |
| 20                        | 瑞士                      | 0    | 0    | 1    | 1    |
| 20                        | 土耳其                    | 0    | 0    | 1    | 1    |
| 20                        | 乌克兰                    | 0    | 0    | 1    | 1    |
| 总计（共27个国家 / 地区） | 总计（共27个国家 / 地区） | 15   | 15   | 30   | 60   |

## 獎牌得主

### 男子
| 項目          | 金牌                                    | 银牌                                      | 铜牌                                      |
| 60公斤级      | Yago Abuladze 俄羅斯柔道總會（RJF）     | 古斯曼·克尔吉兹巴耶夫 · 哈萨克斯坦（KAZ） | 卡拉马特·侯赛因诺夫 · 阿塞拜疆（AZE）     |
| 60公斤级      | Yago Abuladze 俄羅斯柔道總會（RJF）     | 古斯曼·克尔吉兹巴耶夫 · 哈萨克斯坦（KAZ） | 弗朗西斯科·加里戈斯 · 西班牙（ESP）       |
| 66公斤级      | 丸山城志郎 · 日本（JPN）                | 曼努埃尔·隆巴尔多 · 義大利（ITA）         | 雅库布·沙米洛夫 俄羅斯柔道總會（RJF）     |
| 66公斤级      | 丸山城志郎 · 日本（JPN）                | 曼努埃尔·隆巴尔多 · 義大利（ITA）         | 云登佩伦莱·巴斯呼 · 蒙古（MGL）           |
| 73公斤级      | 拉沙·沙夫達圖阿什維利 · 格鲁吉亚（GEO） | 汤米·马西亚斯 · 瑞典（SWE）               | 比拉尔·奇尔奥卢 · 土耳其（TUR）           |
| 73公斤级      | 拉沙·沙夫達圖阿什維利 · 格鲁吉亚（GEO） | 汤米·马西亚斯 · 瑞典（SWE）               | 橋本壯市 · 日本（JPN）                    |
| 81公斤级      | 馬蒂亞斯·卡斯 · 比利时（BEL）           | 塔托·格里加拉什维利 · 格鲁吉亚（GEO）     | 弗兰克·德威特 · 荷兰（NED）               |
| 81公斤级      | 馬蒂亞斯·卡斯 · 比利时（BEL）           | 塔托·格里加拉什维利 · 格鲁吉亚（GEO）     | 安里·叶古季泽 · 葡萄牙（POR）             |
| 90公斤级      | 尼科洛兹·谢拉扎季什维利 · 西班牙（ESP） | 達夫拉特·波波諾夫 · 乌兹别克斯坦（UZB）   | 托特·克里斯蒂安 · 匈牙利（HUN）           |
| 90公斤级      | 尼科洛兹·谢拉扎季什维利 · 西班牙（ESP） | 達夫拉特·波波諾夫 · 乌兹别克斯坦（UZB）   | 马库斯·尼曼 · 瑞典（SWE）                 |
| 100公斤级     | 若热·丰塞卡 · 葡萄牙（POR）             | 亚历山大·库科利 · 塞尔维亚（SRB）         | 瓦尔拉姆·利帕尔捷利阿尼 · 格鲁吉亚（GEO） |
| 100公斤级     | 若热·丰塞卡 · 葡萄牙（POR）             | 亚历山大·库科利 · 塞尔维亚（SRB）         | 伊利亚·苏拉马尼泽 · 格鲁吉亚（GEO）       |
| 100公斤以上级 | 影浦心 · 日本（JPN）                    | 塔梅爾蘭·巴沙耶夫 俄羅斯柔道總會（RJF）   | 罗伊·梅耶尔 · 荷兰（NED）                 |
| 100公斤以上级 | 影浦心 · 日本（JPN）                    | 塔梅爾蘭·巴沙耶夫 俄羅斯柔道總會（RJF）   | 亚基夫·哈莫 · 乌克兰（UKR）               |

### 女子
| 項目         | 金牌                              | 银牌                                | 铜牌                                  |
| 48公斤级     | 角田夏實 · 日本（JPN）            | 古賀若菜 · 日本（JPN）              | 胡利娅·菲格罗亚 · 西班牙（ESP）       |
| 48公斤级     | 角田夏實 · 日本（JPN）            | 古賀若菜 · 日本（JPN）              | 門赫巴廷·烏蘭采采格 · 蒙古（MGL）     |
| 52公斤级     | 志志目愛 · 日本（JPN）            | 安娜·佩雷斯·博克斯 · 西班牙（ESP）  | 法比安娜·科赫尔 · 瑞士（SUI）         |
| 52公斤级     | 志志目愛 · 日本（JPN）            | 安娜·佩雷斯·博克斯 · 西班牙（ESP）  | 盖芬·普里莫 · 以色列（ISR）           |
| 57公斤级     | 潔西卡·克林姆凱特 · 加拿大（CAN） | 玉置桃 · 日本（JPN）                | 諾拉·賈科瓦 · 科索沃（KOS）           |
| 57公斤级     | 潔西卡·克林姆凱特 · 加拿大（CAN） | 玉置桃 · 日本（JPN）                | 特雷莎·施托尔 · 德国（GER）           |
| 63公斤级     | 克拉麗絲·阿格貝涅努 · 法國（FRA） | 安德烈娅·莱什基 · 斯洛文尼亚（SVN） | 阿尼娅·奥布拉多维奇 · 塞尔维亚（SRB） |
| 63公斤级     | 克拉麗絲·阿格貝涅努 · 法國（FRA） | 安德烈娅·莱什基 · 斯洛文尼亚（SVN） | Sanne Vermeer · 荷兰（NED）           |
| 70公斤级     | 芭芭拉·马蒂奇 · 克罗地亚（CRO）   | 大野陽子 · 日本（JPN）              | 桑内·范戴克 · 荷兰（NED）             |
| 70公斤级     | 芭芭拉·马蒂奇 · 克罗地亚（CRO）   | 大野陽子 · 日本（JPN）              | 米夏埃拉·波萊雷斯 · 奥地利（AUT）     |
| 78公斤级     | 安娜-瑪麗亞·瓦格納 · 德国（GER）  | 瑪德萊娜·馬隆加 · 法國（FRA）       | 梅木真美 · 日本（JPN）                |
| 78公斤级     | 安娜-瑪麗亞·瓦格納 · 德国（GER）  | 瑪德萊娜·馬隆加 · 法國（FRA）       | 许谢·斯滕赫伊斯 · 荷兰（NED）         |
| 78公斤以上级 | 朝比奈沙羅 · 日本（JPN）          | 冨田若春 · 日本（JPN）              | 比阿特丽斯·索萨 · 巴西（BRA）         |
| 78公斤以上级 | 朝比奈沙羅 · 日本（JPN）          | 冨田若春 · 日本（JPN）              | 玛丽亚·苏埃伦·阿尔特曼 · 巴西（BRA）  |

### 混合
| 項目     | 金牌 | 银牌 | 铜牌 |
| 混合團體 | 日本 · 秋場麻優 · 舟久保遙香 · 原田健士 · 橋本壯市 · 影浦心 · 增山香補 · 長澤憲大 · 新添左季 · 大野陽子 · 佐藤和哉 · 玉置桃 · 冨田若春 | 法國 · Francis Damier · Gaëtane Deberdt · Clémence Eme · Léa Fontaine · 若昂-邦雅曼·加巴 · 玛丽-伊芙·加耶 · Enzo Gibelli · Astride Gneto · 西里尔·马雷 · Alexis Mathieu · Cédric Olivar · Julia Tolofua | · Shukurjon Aminova · 達夫拉特·波波諾夫 · Rinata Ilmatova · Shermukhammad Jandreev · 季约拉·克尔迪约罗娃 · Farangiz Khojieva · 伊丽斯洪·库尔班巴耶娃 · 古尔诺扎·马特尼亚佐娃 · Obidkhon Nomonov · 萨尔多·努里拉耶夫 · 别克穆罗德·奥尔季博耶夫 · 穆扎法尔别克·图罗博耶夫 |
| 混合團體 | 日本 · 秋場麻優 · 舟久保遙香 · 原田健士 · 橋本壯市 · 影浦心 · 增山香補 · 長澤憲大 · 新添左季 · 大野陽子 · 佐藤和哉 · 玉置桃 · 冨田若春 | 法國 · Francis Damier · Gaëtane Deberdt · Clémence Eme · Léa Fontaine · 若昂-邦雅曼·加巴 · 玛丽-伊芙·加耶 · Enzo Gibelli · Astride Gneto · 西里尔·马雷 · Alexis Mathieu · Cédric Olivar · Julia Tolofua | 巴西 · 玛丽亚·苏埃伦·阿尔特曼 · 爱德华多·巴尔博扎 · 拉斐尔·马塞多 · David Moura · Ketelyn Nascimento · 拉里莎·皮门塔 · 玛丽亚·波尔特拉 · 凱特琳·夸德羅斯 · 爱德华多·尤迪·桑托斯 · 拉斐尔·席尔瓦 · 比阿特丽斯·索萨 · 埃里克·高畠                                         |

## 外部連結
- 国际柔道联合会 （页面存档备份，存于）